# Microcassiope taboguillensis
Microcassiope taboguillensis is een krabbensoort uit de familie van de Xanthidae. De wetenschappelijke naam van de soort is voor het eerst geldig gepubliceerd in 1907 door Rathbun.